# Зимненская икона Божией Матери

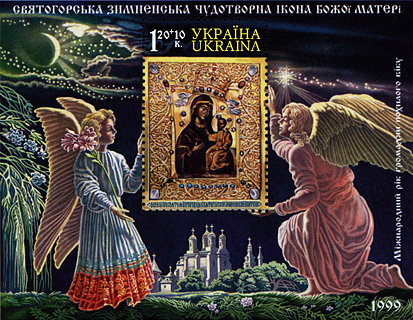
Почтовый блок Украины 1999 года

Зимненская икона Божией Матери — почитаемый чудотворным образ Богоматери, находящийся в Зимненском Свято-Успенском монастыре на Украине. Празднование иконы совершается 11 (24) сентября. 
Изображение Богородицы с Богомладенцем на левой руке — поясное, письмо греческого стиля, поздневизантийского периода. Икона написана на кипарисной доске с золотым фоном.
Согласно преданию, в 987 году во время завоевания Херсонеса великий князь Владимир ослеп, а в 988 году греческая царевна Анна привезла по благословению цареградского Патриарха на свой брак с князем икону Божией Матери греческого письма. Предание повествует также, что князь Владимир во время крещения в купели Херсонеса увидел сильное и необычное свечение от иконы, после чего он прозрел. В 1757 году икона была покрыта серебряной вызолоченной ризой. В 1966 году монахиня Иулиания, подвизавшаяся в Зимненском монастыре ещё до Октябрьской революции, передала икону в Корецкий монастырь. В 1995 году икона была возвращена в восстанавливаемый Зимненский монастырь.
В 2010 году Национальный банк Украины выпустил памятную монету с изображением Зимненской иконы номиналом 20 гривен.